# Medgift
Medgift er et tilskud som en bruds forældre, i nogle samfund, forventes at yde brudeparret. Medgiften kan bestå af penge eller ting som parret kan få brug for i deres samliv.
I medgiftssamfund kan denne traditionsbetingede udgift volde store problemer for fattige forældre, som i værste fald ikke har råd til at få deres døtre gift.
I de tilfælde hvor det er brudgommens forældre der forventes at støtte parret materielt, kaldes fænomenet brudepris.
| Familie | Spire Denne artikel om familie og parforhold er en spire som bør udbygges. Du er velkommen til at hjælpe Wikipedia ved at udvide den. |